# Sous-préfecture de Pirituba-Jaraguá
La sous-préfecture de Pirituba-Jaraguá est régie par la loi no 13999 du 1er août 2002 et est l'une des 32 sous-préfectures de la municipalité de São Paulo. Elle comprend trois districts : Pirituba, São Domingos et Jaraguá, qui représentent ensemble une superficie de 54,7 km², habitée par plus de 400 000 personnes.
Actuellement, son sous-préfet est Ronaldo Ligieri, qui a pris ses fonctions le 5 mai 2022.

## Toponyme
L'origine de son nom est le résultat de la juxtaposition des mots Tupi pi'ri (« jonc ») et tyba (« rassemblement »). Il signifie donc « cueillette de joncs ». Dans la région, il y avait un lac appelé Pirituba, issu d'un des bras de la rivière Tietê, qui passe à proximité.